# 구름은 흘러가도 (드라마)
《구름은 흘러가도》는 1986년 8월 24일에 MBC TV에서 방영되었던 베스트셀러극장이다.

## 줄거리
윈드서핑 선수 대용(이원재)은 한일해협 횡단 도전을 위해 강에서 훈련 중, 윈드서핑을 배우러 온 경숙(이미진)을 만난다. 이를 계기로 두 사람은 잦은 만남을 갖게 되고 이를 통해 서로 간에 애정이 싹트기 시작한다.
한일해협 횡단에 성공한 대용은 경숙과 단출한 약혼식을 올리는데...

## 출연
- 이원재
- 이미진
- 남능미
- 임예진
- 박웅
- 송경철
- 최한호
- 김태곤
- 서갑숙
- 노경주
- 권경숙
- 노정아
- 김찬구
- 맹찬재
- 이성
- 윤선빈